# Scraptia hovana
Scraptia hovana es una especie de coleóptero de la familia Scraptiidae.

## Distribución geográfica
Habita en Madagascar.